# Буэна-Виста (Орегон)
Буэна-Виста (англ. Buena Vista) — невключённая территория, расположенная в округе Полк штата Орегон, США. Расположена на берегу реки Уилламетт рядом с паромной переправой Буэна-Виста в 11 км к юго-востоку от города Индепенденс. 

## История
Буэна-Виста была названа около 1850 года Рейсоном Холлом, получившим этот надел и осевшим здесь в 1847 году. Некоторые из родственников Холла были участниками сражения при Буэна-Висте во время Американо-мексиканской войны. Холл также построил паромную переправу через Уилламетт. Позже переправа также стала называться Буэна-Виста и действует до сих пор. 
Буэна-Виста была центром керамической компании Oregon Pottery Company, которая снабжала по Уилламетту весь Орегон посудой. Будучи одним из старейших поселений Орегона, Буэна-Виста была также одним из крупнейших поселений штата — в основном благодаря керамической фабрике, а также будучи важным регионом по выращиванию хмеля. В Буэна-Висте располагались салоны, отель, школа, церковь, зал I.O.O.F. и магазин. Однако, впоследствии город пришёл в упадок, когда протянутая ветка железной дороги миновала его и прошла через Индепенденс. В настоящее время поселение в туристических справочниках считается покинутым, хотя местные жители так не считают. Одноимённое почтовое отделение существовало с 1866 по 1935 год. 